# 로타바이러스 백신

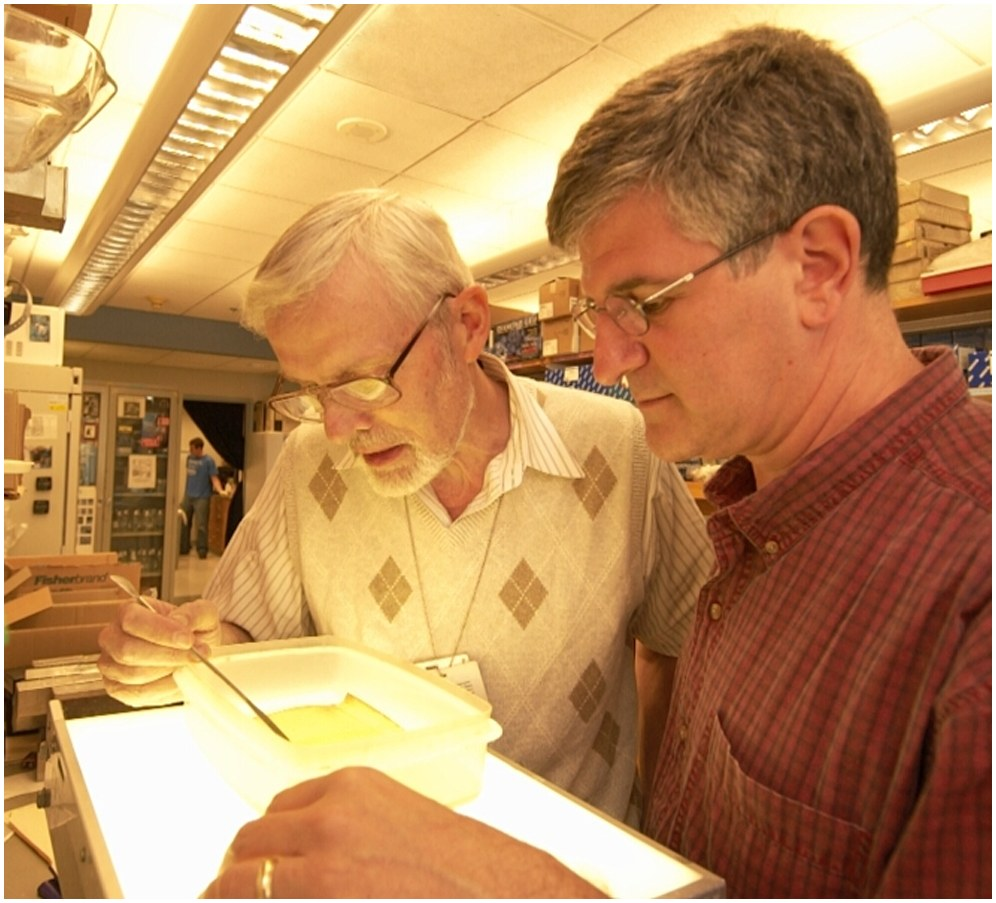

로타바이러스 백신(영어: Rotavirus vaccine)은 로타바이러스 감염증을 예방하는데 사용하는 백신이다. 로타바이러스는 어린이들에게 심각한 설사를 일으키는 바이러스이다. 로타바이러스 감염을 예방하는데는 백신접종이 가장 효과적인 방법으로, 많은 국가에서 국가 예방접종사업으로 시행하고 있다. 세계보건기구 필수 의약품 목록에 로타바이러스 백신이 등재되어 있다.

## 접종 시기
세계보건기구(WHO)는 생후 6주 직후에 첫 번째 백신 투여를 권장한다. 투여되는 백신에 따라 한달 이상 2~3회 더 투여한다. 대부분의 경우 발병이 생후 6개월에서 2년 사이에 발생하므로, 이 백신은 2세 이상의 어린이에게는 사용하지 않는 것이 좋다.

## 로타바이러스 백신의 연혁
1998년 원숭이형 로타 바이러스에서 유래한 로타바이러스 백신(RotaShield)이 미국에서 시판이 허가되었다. 심각한 설사를 예방하는데 80~100% 수준의 효과가 있었으며, 큰 부작용이 없는 것으로 확인되었다. 그러나, 접종받은 12,000명 중 1명의 영아에게 장중첩증 등의 합병증 발생과의 관련성에 대한 의문이 제기되면서 시판이 중지되었다.
최근에 개발된 로타 바이러스 약독화 백신인 로타릭스와 사람-소 유전체재편성(human-bovine reassortant) 백신인 로타텍은 대규모 임상시험에서 장중첩증 위험이 없이 로타 바이러스에 합병증을 감소시키는 것으로 보고되어 시판이 허가되었다.

## 한국 접종 현황
한국에서는 두 가지로 경구용 생백신의 자율적 선택접종으로 이루어지고 있다.
- 로타텍Ⓡ(RotateqⓇ, Merck Sharp & Dohme, Whitehouse Station, USA): 우리나라에서 로타텍Ⓡ은 2007년 6월에 사용이 허가된 백신으로, 사람에서 분리된 로타바이러스 주의 RNA를 소 유래 로타바이러스에 재편성하여 만든 5개의 유전형(G1,G2,G3,G4,P[6])을 포함하고 있다. 생후 2개월에 접종을 시작하여, 1∼2개월 간격을 두고 2, 4, 6 개월에 총 3회 접종한다.
- 로타릭스Ⓡ(RotarixTM, Glaxo-SmithKline, Brentford, UK): 2008년 3월에 사용이 허가되었으며, 사람에서 분리된 바이러스 주를 약독화하여 만든 백신으로 G1P[6] 유전형을 포함하고 있다. 로타텍Ⓡ과 마찬가지로 생후 2개월에 시작하며, 생후 2, 4개월에 총 2회 접종한다.

우리나라의 전국 예방접종률은 보고된 결과에 따라 차이는 있으나 만 3세 아동을 대상으로 2011년부터 2013년까지 전국적인 접종률을 조사한 결과 2011년도에는 1차(6.0%), 2차(5.5%), 3차(5.1%) 모두 높지 않았으나, 2013년도에는 1차(57.2%), 2차(55.3%), 3차(34.2%) 모두 증가하는 모습을 나타냈다.

## 백신 접종 효과
두 종류의 백신에 대한 효능 실험 결과 영유아에서 로타바이러스에 의한 위장관염으로 입원하는 비율을 85~100%까지 감소시켰다. 로타텍Ⓡ의 경우 11개국에서 생후 6∼12주까지의 영아 7만여명 이상에게 임상시험이 진행되어, 세 번을 접종받은 경우에 모든 중증도에 대해서는 74%, 중증의 로타바이러스 위장관염에 대해서는 98%의 예방효과가 있었다. 로타릭스Ⓡ는 중남미와 유럽에서 6주∼13주까지의 영아 6만 3천여명 이상이 참여하여, 2회의 접종을 마친 경우 입원에 대한 예방효과는 85-100%의 효능이 있었고, 중증에 대해서는 85%의 효능이 있었다. 싱가폴, 홍콩, 대만의 아시아 3개국에서 시행된 연구에서도 로타바이러스 감염에 의한 중증 위장관염에 대한 전체적인 예방효과는 96.1%, G1P형에 대한 감염에 대해서는 100%, G1형이 아닌 다른 혈청형에 대해서는 93.6%의 예방효과가 있었다.